# Villa Vettori Bargagli
Villa Vettori Bargagli si trova nel comune di Castelfranco di Sotto, in località Poggio Adorno.

## Storia e descrizione
L'originaria fattoria venne acquistata nel Settecento da Dionigio Vettori Guerrini, che la fece ristrutturare e riorganizzò il parco circostante.
La proprietà è circondata da un muro profilato con una siepe di tasso e sagomato in maniera da poter contenere busti decorativi in marmo. Il viale d'accesso è delimitato da due lunghe siepi in cipresso, nelle quali sono state ricavate delle edicole che ospitano statue in terracotta smaltata. Davanti alla villa si apre un ampio prato sul quale si staglia la facciata, dal compatto aspetto rinascimentale.
Il giardino anteriore è caratterizzato dalle cupole arboree, mentre in quello posteriore si trova un giardino all'italiana realizzato ai tempi del Vettori, con uno spiazzo circolare con fontana circondata da statue su basamento e da siepi in bosso che recingono aiuole con fioriture stagionali.
Da qui si accede al parco all'inglese, con vialetti sinuosi che si dipanano in un bosco con cedri dell'Atlante, cedri dell'Himalaya, cipressi dell'Arizona, cipressi comuni, tuie giganti, pini marittimi, cerri, lecci, roverelle, tigli e tassi.  All'interno del bosco si incontrano statue di divinità agresti, spiazzi, labirinti di verzura e un laghetto circondato da querce e lecci.